# Кінець світу (фільм, 1999)
Кінець світу (англ. End of Days) — американський бойовик 1999 року.

## Сюжет
Її народження боялися століттями. З початку ери у своїх самотніх келіях відлюдники переписували слова страшного пророцтва. У глибині часів зірки передбачили немовляті страшну долю: вона повинна стати нареченою самого Диявола. І в кінці тисячоліття Сатана повстане з пекла, щоб вступити з нещасною в страшний союз. Якщо це трапиться, на землі наступить царство Зла і людство назавжди зануриться в темряву.
Жахливе пророцтво, в яке боялися повірити, збулося. Князь тьми вирвався з ув'язнення у пошуках своєї нареченої. Час повернув назад, відраховуючи миті до фатального фіналу. Але провісники не врахували одного — того, хто насмілився встати на шляху у всесильного Люцифера, та самому зупинити Апокаліпсис.

## У ролях
- Арнольд Шварценеггер — Джеріко Кейн
- Гебріел Бірн — Сатана
- Робін Танні — Крістіна Йорк
- Кевін Поллак — Боббі Чикаго
- Сі Сі Ейч Паундер — детектив Марджи Френсіс
- Міріам Маргуліс — Мейбл
- Род Стайгер — Отець Ковак
- Джек Ширер — Келлог
- Майкл О'Хаган — кардинал
- Деррік О'Коннор — Томас Аквінес
- Девід Вайзенберг — гінеколог
- Райнер Джадд — мати Крістіни
- Удо Кір — головний священник
- Віктор Варнадо — Альбіно
- Марк Марголіс — Папа
- Єва Сігалл — стара
- Лучано Міле — радник Папи
- Роберт Лессер — Карсон
- Ллойд Гарровей — працівник 1
- Гарі Ентоні Вільямс — працівник 2

## Виробництво
Отець Ковак говорить Джеріко Кейну, що «найбільший трюк Сатани — переконати людину, що його не існує». Це цитата французького поета Шарля Бодлера, вона також з'являється у фільмі «Звичайні підозрювані» (1995) за участю Габріеля Бірна і Кевіна Поллака.
Пітера Хаямса на роль режисера рекомендував Джеймс Кемерон. Обидва режисери є прихильниками нічних зйомок.
Маркус Ніспел покинув проєкт не через творчі розбіжності, а через сором, коли 64-сторінковий маніфест його вимог на знімальному майданчику просочився в пресу.
Гільєрмо дель Торо запропонували стати режисером, але він відмовився.
Роль Кейна спочатку була написана для Тома Круза, але замість цього він обрав фільм «Магнолія» (1999).
Удо Кір стверджував в інтерв'ю, що його кандидатуру розглядали на роль Сатани, але продюсери не хотіли, щоб головний герой і лиходій мали німецький (австрійський) акцент, тому Кір отримав другорядну роль.
Після того, як Джеріко вибігає з церкви з Крістіною, провулок, в який вони входять, той самий, що й в серіалі «Ангел» (1999).
Роль Крістіни Йорк пропонували Лів Тайлер.
Перша знята у фільмі сцена — коли Джеріко атакований у провулку сатаністами.

## Сприйняття
Станом на  27.12.2020 оцінка на сайті IMDb — 5,8/10.